# Biocatalitzador
Un biocatalitzador és un catalitzador de les reaccions bioquímiques dels éssers vius. Es consideren biocatalitzadors els enzims, les hormones i les vitamines.
Un biocatalitzador redueix l'energia d'activació d'una reacció química, fent que aquesta sigui més ràpida o més lenta. Cada reacció química en un ésser viu, ja sigui unicel·lular o pluricel·lular, requereix la presència d'un o més biocatalitzadors, ja que si no existissin l'organisme no podria viure a causa d'un desordre total.
Els enzims són els catalitzadors biològics que faciliten les reaccions químiques que tenen lloc en els éssers vius. Sense ells les reaccions serien tan lentes que no hi hauria vida.